# Captrain Deutschland

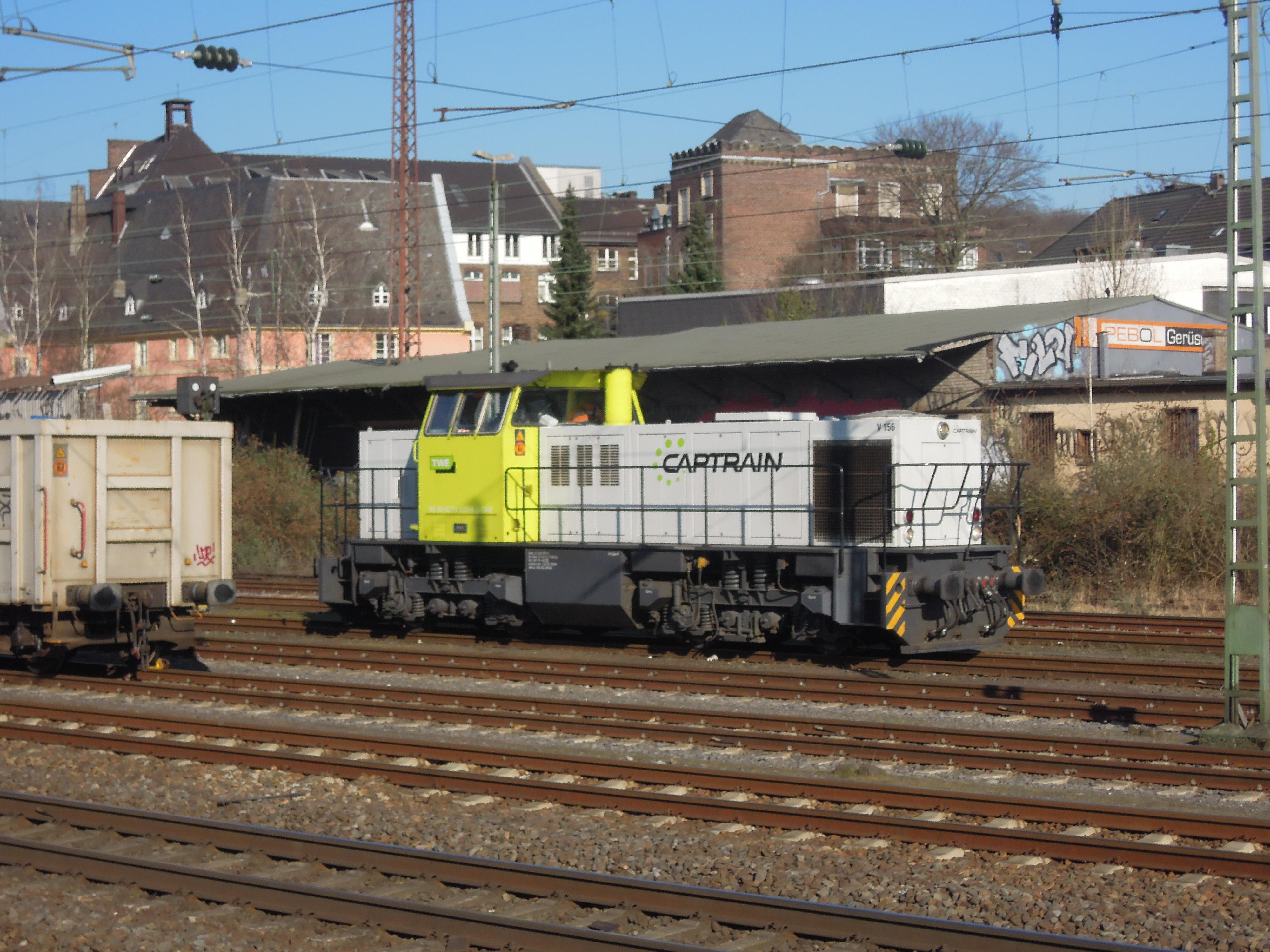
Diesellokomotive in Captrain-Lackierung in Düsseldorf-Rath

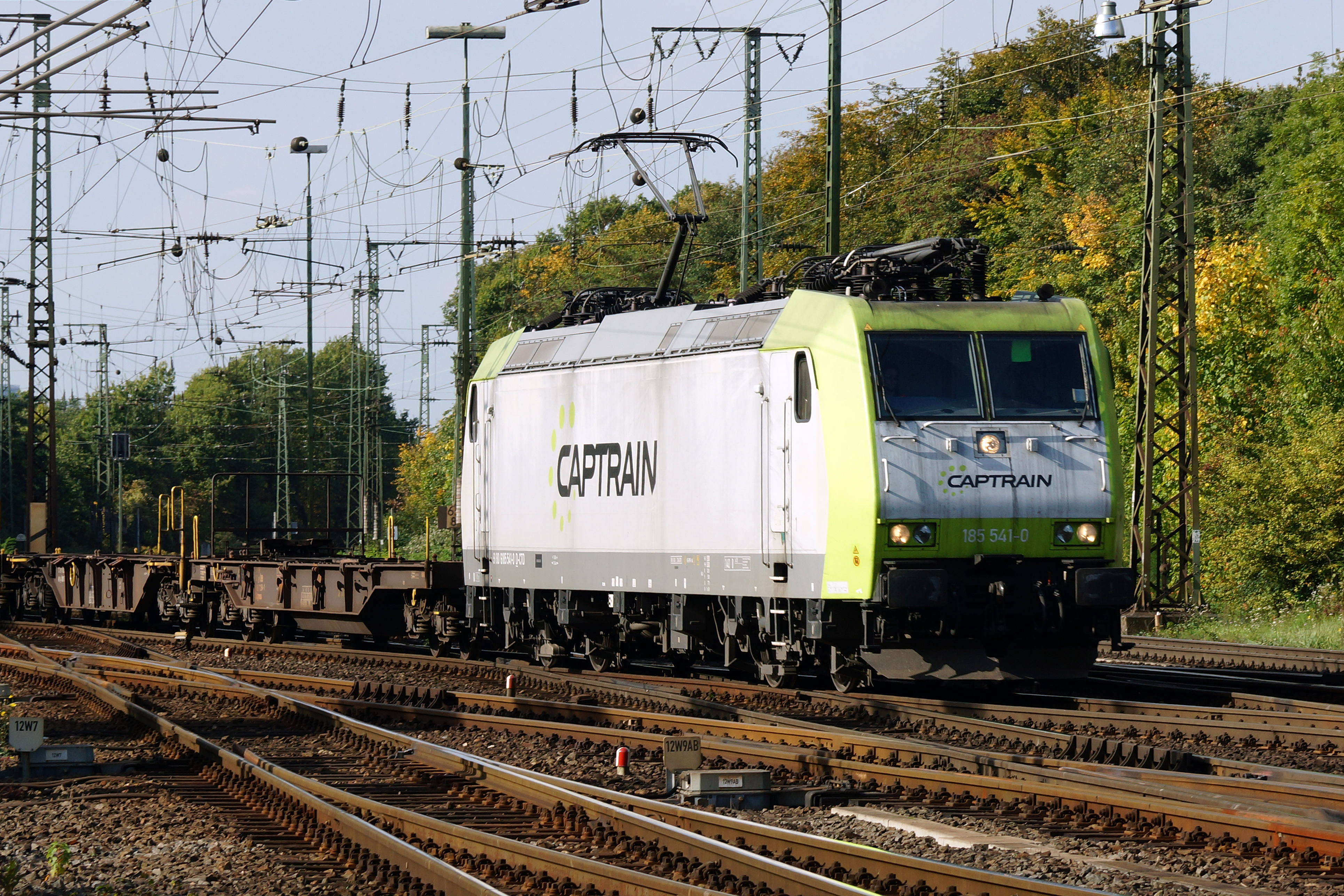
Captrain 185 541-0 in Köln-Gremberg

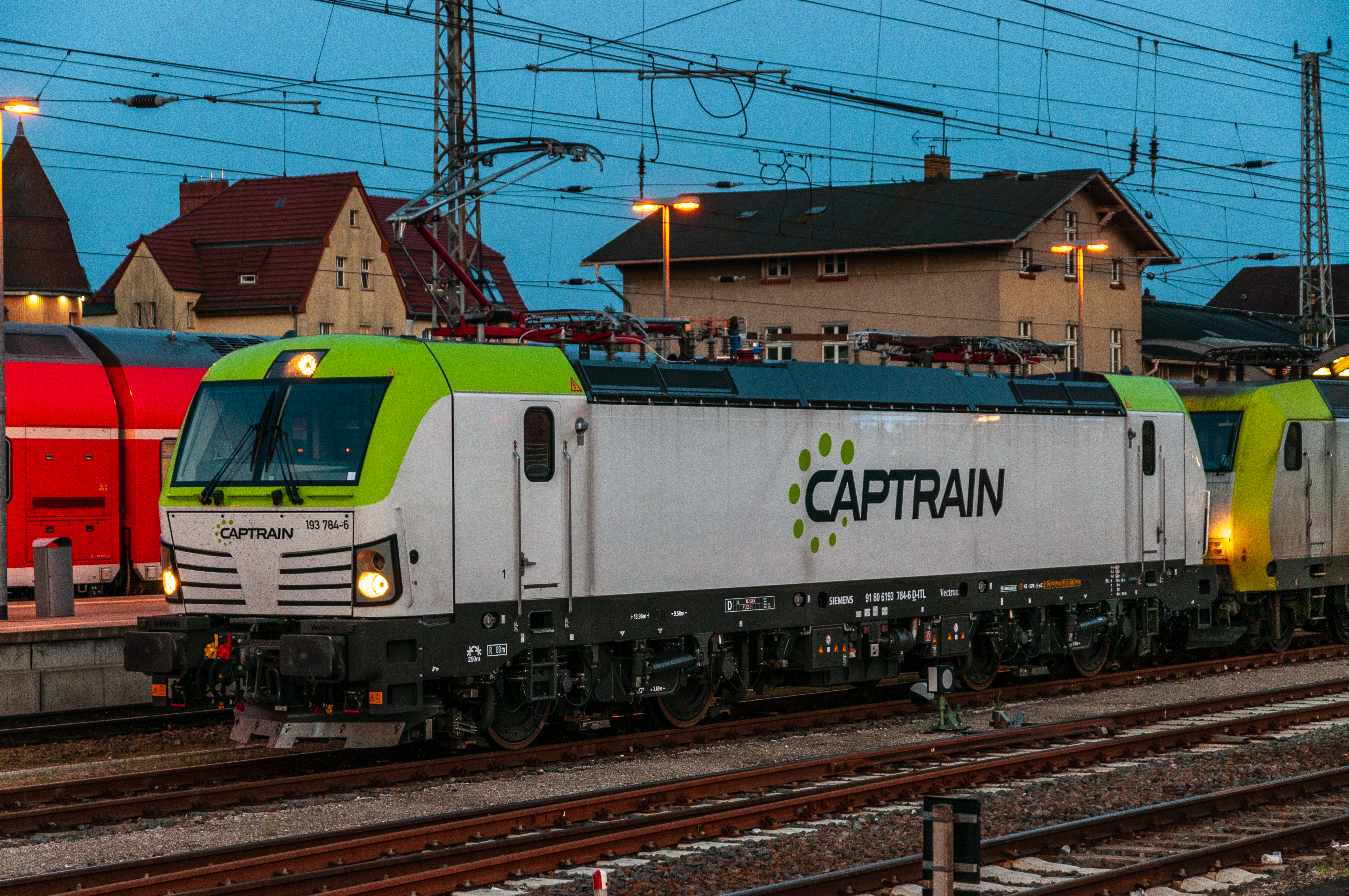
Captrain 193 784-6 in Angermünde

Die Captrain Deutschland GmbH ist die Holdinggesellschaft mehrerer Eisenbahnverkehrsunternehmen, die im Schienengüterverkehr tätig sind, und Eisenbahninfrastrukturunternehmen, die eine (teilweise nicht öffentliche) Gleisinfrastruktur von 403 Kilometern Länge unterhalten. Im Jahr 2022 wurden mit 237 Lokomotiven und 2710 Güterwagen 55 Mio. Tonnen Güter befördert.

## Geschichte
Das Unternehmen firmierte bis zum 10. Januar 2010 unter Veolia Cargo Deutschland GmbH als Tochtergesellschaft der Veolia Transport. Nach dem Verkauf der außerfranzösischen Aktivitäten von Veolia Cargo an die SNCF gehört das Unternehmen seit Dezember 2009 zum Bereich der SNCF-Gruppe für Transport und Logistik. Die Captrain Holding SAS (ehemals Transport Ferroviaire Holding), Clichy, Frankreich, hält alle Anteile am Stammkapital der Captrain Deutschland.
Durch den Erwerb des schwedischen Unternehmens Railcare Tåg AB und der regionalen Schienengüterverkehrsaktivitäten der Railcare Danmark A/S hat Captrain Deutschland seit dem 15. August 2013 zwei einhundertprozentige Tochtergesellschaften in Skandinavien, die fortan als Captrain Sweden AB und Captrain Denmark ApS firmieren. Beide Firmen wurden Anfang der 2020er Jahre liquidiert.
Mitte Juli 2024 gab Captrain Deutschland bekannt, dass die bisherige Tochtergesellschaft Captrain Polska z.o.o (CT-PL) der ITL Eisenbahngesellschaft mbH vollständig übernommen wird und dass, wie schon bisher, das Management dieses im Schienengüterverkehr tätigen Unternehmens wahrgenommen wird.

## Beteiligungen
Zum Netzwerk gehören folgende Eisenbahngesellschaften:
- Captrain Deutschland CargoWest in Gütersloh (100 %)
  - Transalpin Eisenbahn AG (TAE) in Basel (seit 2022 in Liquidation)
- Captrain Polska
- Dortmunder Eisenbahn in Dortmund (65 %)
  - DE Infrastruktur (19 %)
- Hansebahn Bremen in Bremen (51 %)
- Industriebahn-Gesellschaft Berlin in Berlin (50,21 %)
  - Niederbarnimer Eisenbahn AG in Berlin (66,92 %)
    - NEB Betriebsgesellschaft in Berlin (100 %)
    - Schöneicher-Rüdersdorfer Straßenbahn in Schöneiche bei Berlin (70 %)
- ITL Eisenbahngesellschaft in Dresden
  - ITL - Železniční společnost Praha
- Rail4captrain in Berlin (100 %, vormals Rail4Chem)
- Regiobahn Bitterfeld Berlin in Bitterfeld (100 %)
- SmartRail Logistics (50 %)